# Wanda Tazbir

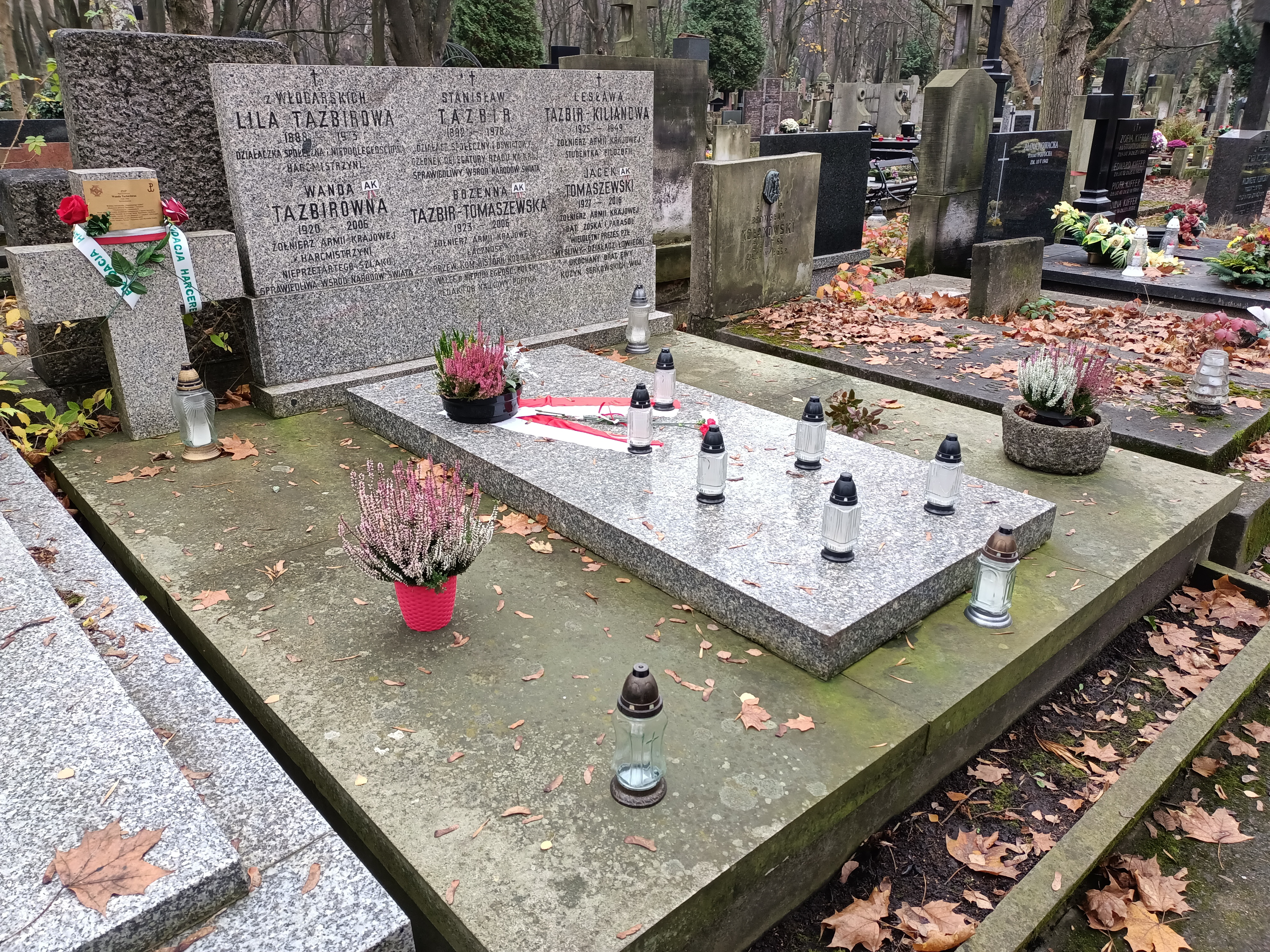
Grób Wandy Tazbir na Cmentarzu Powązkowskim w Warszawie

Wanda Tazbir, Wanda Tazbirówna, ps. Dobrochna Suliborska, Dopływ (ur. 11 sierpnia 1920 w Lublinie, zm. 3 lutego 2006 w Warszawie) – polska instruktorka harcerska, harcmistrz, uczestniczka powstania warszawskiego.

## Życiorys
Córka Stanisława (pedagoga, współtwórcy wydawnictwa „Wiedza Powszechna”) i Lili Tazbirów. Uczęszczała do Liceum im. Królowej Jadwigi w Warszawie. W 1931 wstąpiła do Związku Harcerstwa Polskiego i została drużynową w szczepie „Tęcza” przy Instytucie Głuchoniemych w Warszawie. Po wybuchu II wojny światowej włączyła się w prace konspiracyjne, działała w Pogotowiu Harcerek. Studiowała polonistykę na tajnym Uniwersytecie Warszawskim, uczyła na tajnych kompletach historii i języka polskiego. Oficjalnie pracowała w charakterze sekretarki w szkole zawodowej. Pomagała także wraz z ojcem osobom narodowości żydowskiej – za uratowanie czterech osób oboje otrzymali w 1994 Medal „Sprawiedliwy wśród Narodów Świata”, Wanda Tazbir otrzymała także tytuł honorowej obywatelki Izraela w 2002.
Od listopada 1942 do października 1944 była instruktorką sanitarną Armii Krajowej w powiecie Mińsk Mazowiecki. Jako sanitariuszka brała udział w powstaniu warszawskim; po powstaniu była więziona w obozach jenieckich Stalag VIII B w Lamsdorfie, Stalag IV B w Mühlbergu, Stalag IV E w Altenburgu i Stalag VI C w Oberlangen. Po wyzwoleniu przez dwa lata przebywała w Anglii, pracując w kancelarii stacji lotniczej. 
W 1947 powróciła do Polski i podjęła ponownie studia polonistyczne na Uniwersytecie Warszawskim. Pracowała następnie w redakcji Państwowych Wydawnictw Naukowych. Brała m.in. udział w pracach nad Słownikiem Języka Polskiego pod kierunkiem Witolda Doroszewskiego. W latach 60. pracowała jako tłumacz przysięgły.
Po wojnie kontynuowała działalność harcerską. Powróciła początkowo do drużyny w Instytucie Głuchoniemych, ale wkrótce przerwała działalność w związku z rozwiązaniem ZHP. W 1956 objęła na kilkadziesiąt lat, do 2000, funkcję komendantki szczepu „Tęcza”, następnie przyjęła tytuł komendantki honorowej szczepu. Wykształciła liczne grono instruktorów harcerskich, w tym instruktorów niesłyszących. Publikowała wiele artykułów o tematyce harcerskiej, m.in. o pracy z dzieckiem niesłyszącym (Oni też wędrują harcerskim szlakiem, 1993), modyfikowała harcerskie propozycje programowe oraz stopnie i sprawności do potrzeb i możliwości harcerzy głuchych. Brała aktywny udział w pracach nad tworzeniem harcerskiego Nieprzetartego Szlaku, była kierowniczką Ogólnopolskiego Metodycznego Kręgu Pracy Instruktorów NS. 
Działała w Towarzystwie Przyjaźni Polsko-Izraelskiej. W 1995, mając 75 lat, rozpoczęła studia hebraistyczne w Instytucie Orientalistycznym UW, które ukończyła w 2000. Pod koniec życia znała siedem języków: angielski, esperanto, francuski, hebrajski, łacinę, starosłowiański oraz język migowy.
W 2000 została mianowana przez prezydenta RP podporucznikiem Wojska Polskiego.
Pochowana w grobie rodzinnym na cmentarzu Powązkowskim w Warszawie (kwatera 139-4-20/21).
21 października 2007 na dziedzińcu Instytutu Głuchoniemych im. ks. Jakuba Falkowskiego w Warszawie odsłonięto Pomnik Wandy Tazbir.

## Odznaczenia
- Krzyż Komandorski Orderu Odrodzenia Polski (2003)[6]
- Krzyż Oficerski Orderu Odrodzenia Polski
- Złoty Krzyż Zasługi
- Srebrny Krzyż Zasługi
- Brązowy Krzyż Zasługi
- Medal Komisji Edukacji Narodowej
- Złoty Krzyż „Za Zasługi dla ZHP”
- Medal Polonia Mater Nostra Est (2001)
- Order Uśmiechu[7] (6 czerwca 2001)

## Upamiętnienia
- Pomnik Wandy Tazbir na dziedzińcu Instytutu Głuchoniemych im. ks. Jakuba Falkowskiego w Warszawie
- Szczep ZHP "Tęcza" im. hm. Wandy Tazbirównej w Instytucie Głuchoniemych w Warszawie